# Clematido Balearicae-Juniperetum turbinatae
En fitosociologia Clematido balearicae-Juniperetum turbinatae és l'associació pertanyent a l'aliança Oleo-Ceratonion. És el sabinar balear, i destaca per la presència de la liana endèmica Clematis cirrhosa subsp. balearica.
Aquesta comunitat, formada majoritàriament per Juniperus turbinata està lligada sobretot al medi dunar. Aquest resisteix molt bé el vent i és un excel·lent fixador natural de les dunes.
És principalment a la reraduna on es desenvolupa la comunitat. D'un costat el Juniperetum entre en contacte amb l'Ammophilion sobre la duna consolidada, i de l'altre continua el maquis i el bosc de l'Oleo-Ceratonion, del qual el savinar constitueix l'última frontera, resistint l'embat del vent i l'aerosol marí provinents de la costa.